# Viseur électronique
Pour les articles homonymes, voir EVF.
Un viseur électronique (appelé parfois Electronic viewfinder, EVF, d'après le terme anglais), présent sur certains appareils photographiques numériques compacts et hybrides ainsi que sur de nombreuses caméras vidéo, montre au photographe (ou au cameraman) ce que reçoit le capteur par un mini écran LCD ou OLED. Il diffère de l'écran LCD arrière utilisé en mode Live View, étant plus petit et protégé de la lumière ambiante, et peut également consommer moins. Le capteur enregistre l'image formée par l'objectif, l'image est traitée et finalement projetée sur un écran miniature qui est observable à travers l'oculaire.
Ce mode de visée le distingue de la visée optique (OVF en anglais), utilisée sur les appareils photographiques à visée reflex.

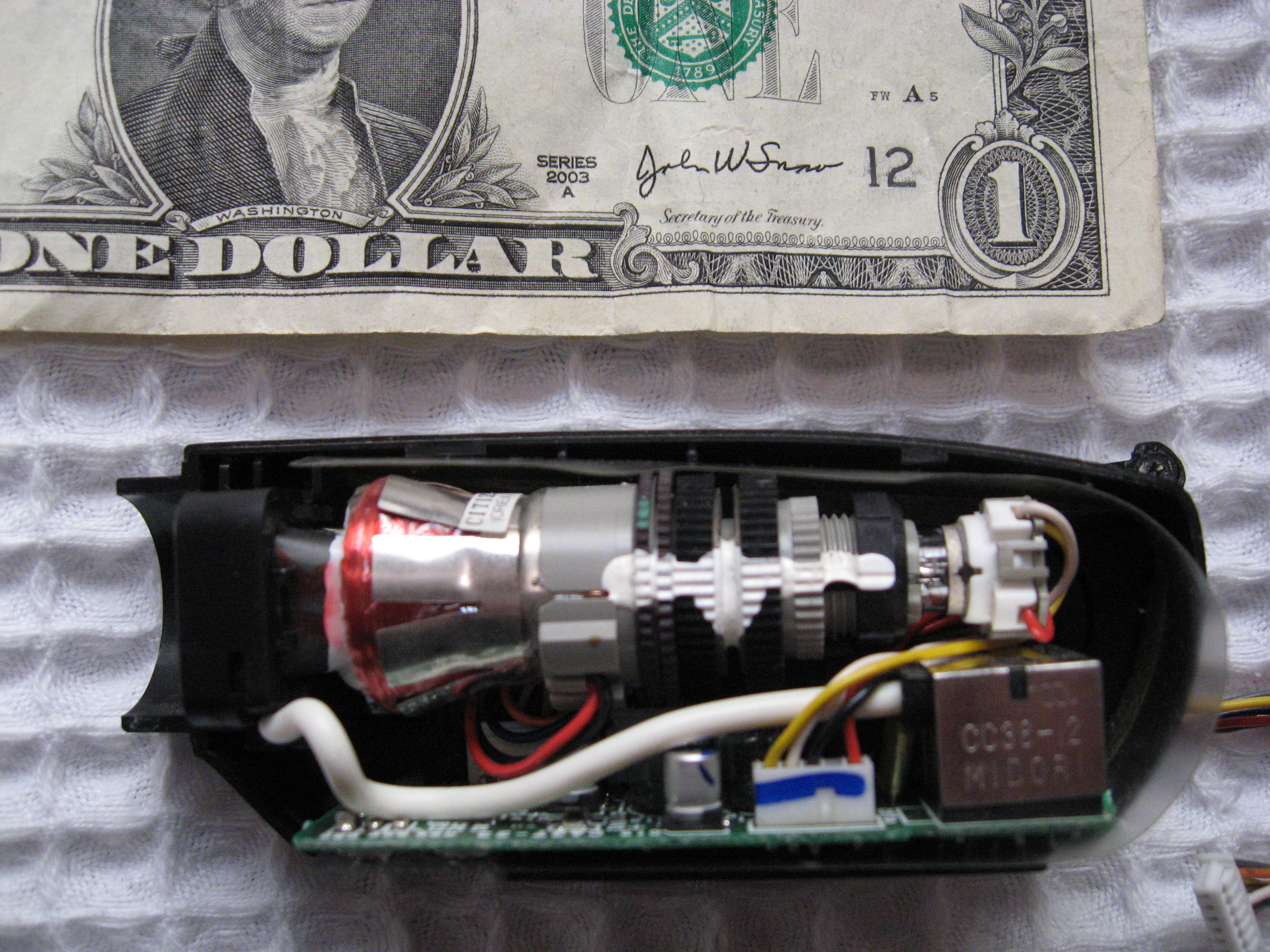
Viseur électronique d'une ancienne caméra vidéo vue en coupe, on notera le CRT miniature.
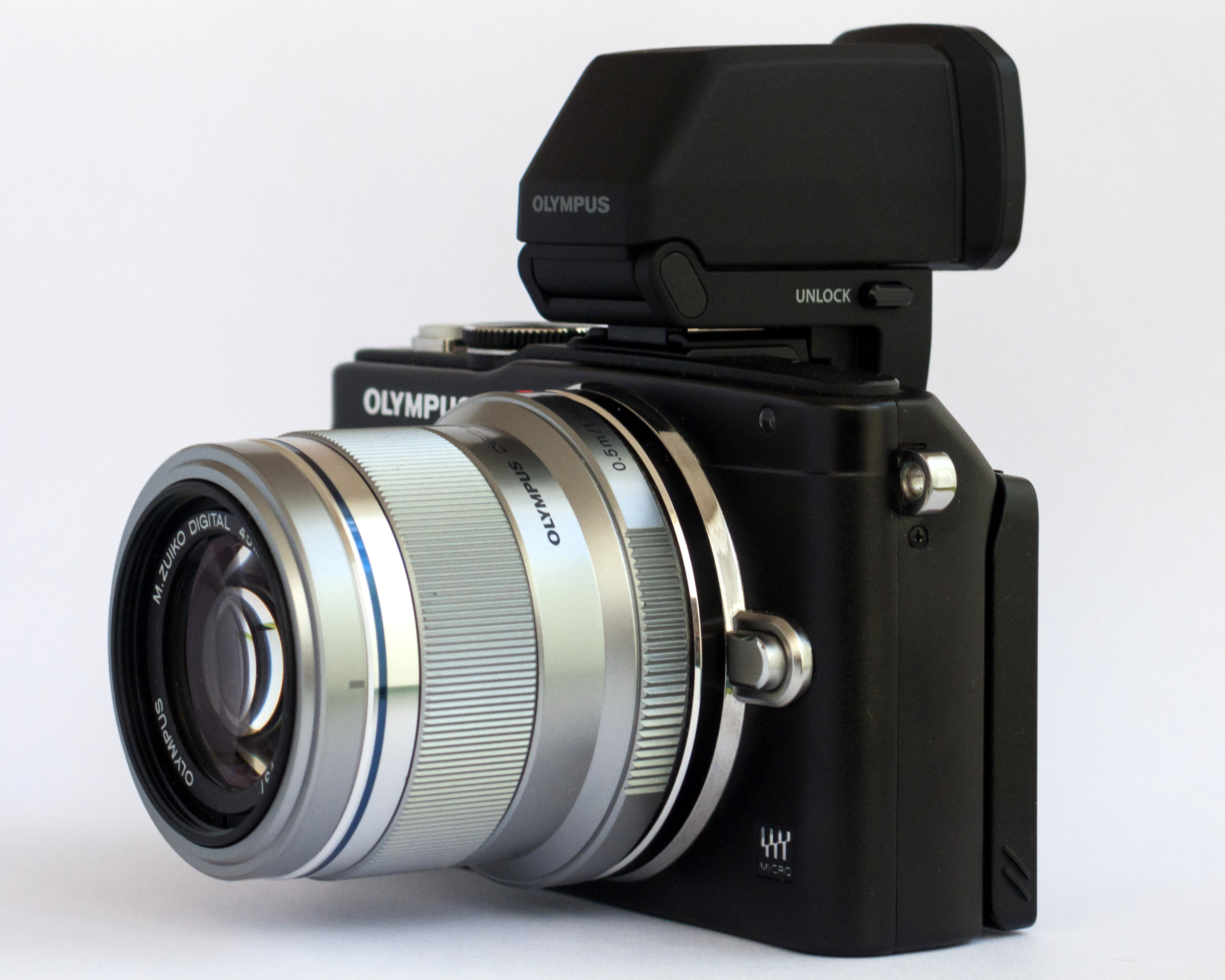
Un appareil Olympus PEN E-PL5 (en) équipé d'un viseur électronique externe : l'Olympus VF-4.
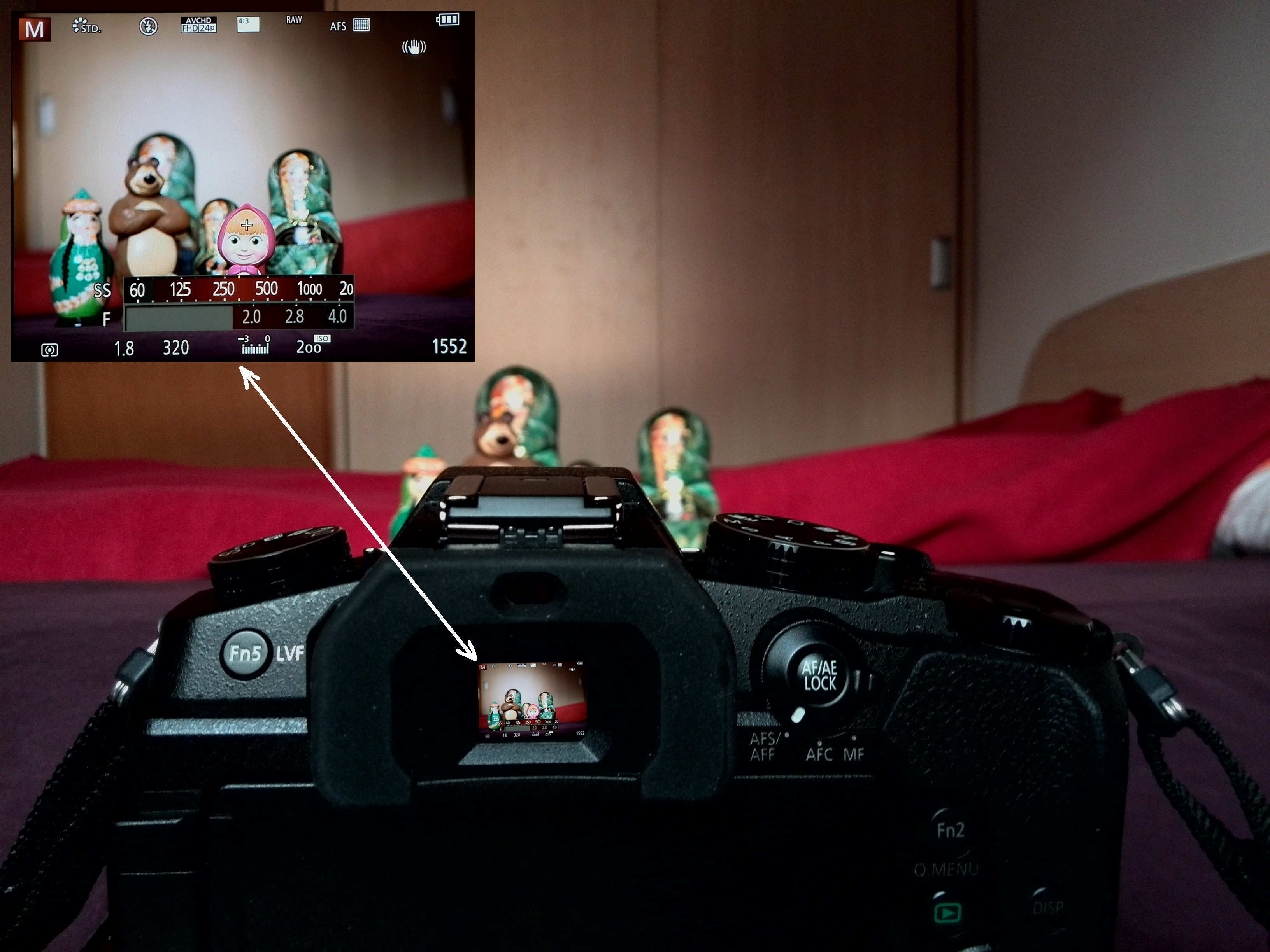
Viseur électronique d'un appareil hybride Panasonic Lumix DMC-G85/G80 (en) avec 2,36 millions de points.
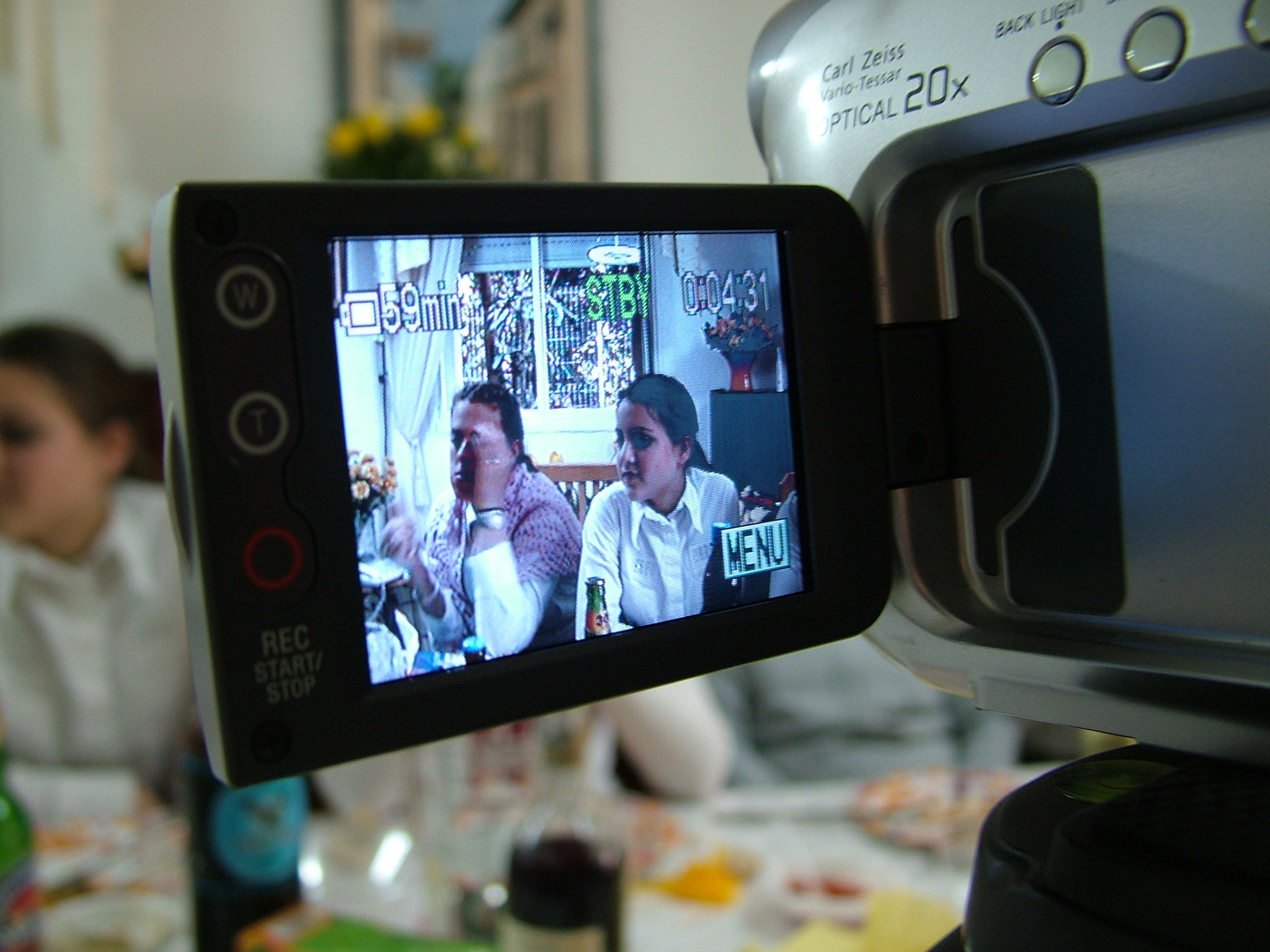
Exemple d'écran LCD arrière articulé permettant également d'effectuer la visée en mode Live View.